# Конска (округ Ліптовський Мікулаш)
Конска (словац. Konská) — село, громада округу Ліптовський Мікулаш, Жилінський край, регіон Ліптов. Кадастрова площа громади — 11,81 км².
Населення 216 осіб (станом на 31 грудня 2018 року).

## Історія
Конска згадується 1357 року.

## Географія
Протікає річка Брестовіна.

## Населення
| Рік:            | 1994. | 2004.   | 2014.    | 2024.   |
| --------------- | ----- | ------- | -------- | ------- |
| Кількість осіб: | 253   | 241     | 215      | 231     |
| Різниця:        |       | -4,74 % | -10,78 % | +7,44 % |

| Рік:            | 2023. | 2024.   |
| --------------- | ----- | ------- |
| Кількість осіб: | 227   | 231     |
| Різниця:        |       | +1,76 % |